# 접촉기하학

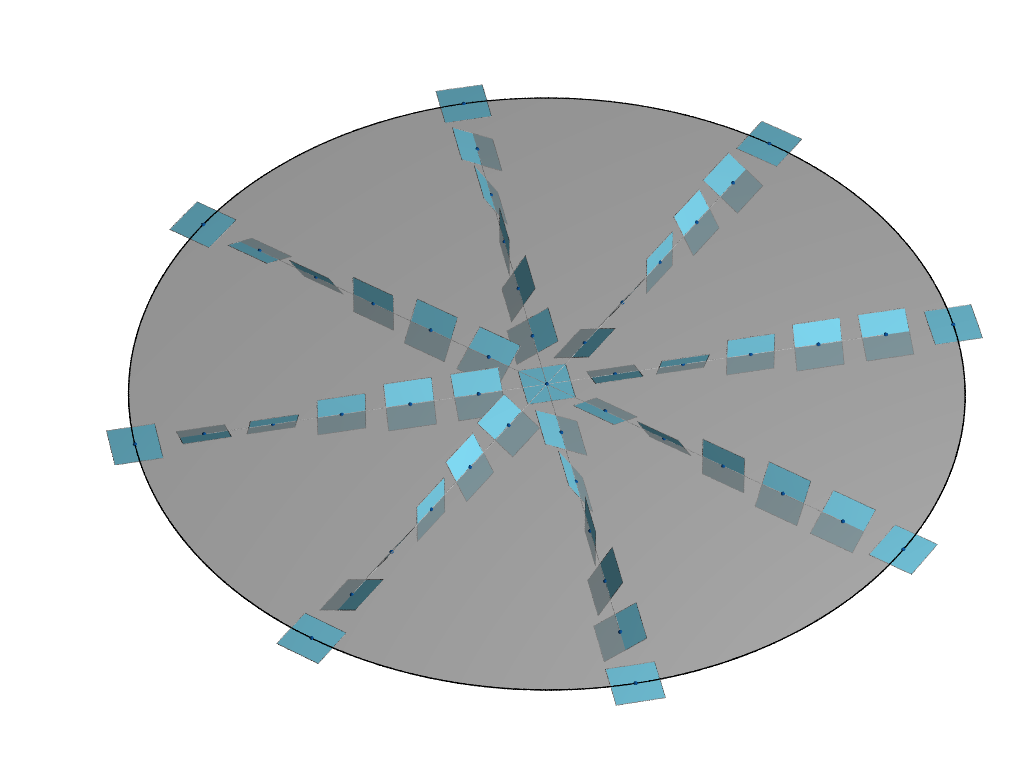

접촉기하학(接觸幾何學, 영어: contact geometry)은 접촉 구조를 연구하는, 미분기하학의 한 분야이다. 짝수 차원에서 존재하는 심플렉틱 기하학에 대응되는 분야이며, 홀수 차원의 다양체를 다룬다.

## 정의
{\displaystyle M}이 {\displaystyle 2n+1}차원의 매끄러운 다양체라고 하자. {\displaystyle M} 위의 접촉 형식(接觸形式, 영어: contact form)는 다음과 같은 조건을 만족하는 1차 미분 형식 {\displaystyle \alpha }이다.
- {\displaystyle \alpha \wedge (d\alpha )^{n}\neq 0}.

접촉 형식들의 집합에 다음과 같은 동치관계를 정의하자. {\displaystyle \lambda \colon M\to \mathbb {R} }가 어디서나 0이 아닌 연속함수라면,
{\displaystyle \alpha \sim \lambda \alpha }.
이 동치관계에 대한 동치류 {\displaystyle [\alpha ]}를 접촉 구조(接觸構造, 영어: contact structure)라고 한다. 즉, 같은 동치류에 속하는 서로 다른 두 접촉 형식은 같은 접촉 구조를 정의한다. 또한, 접촉 형식이 국소적으로만 존재하는 경우도 있는데, 이 경우 접촉 형식들이 국소적으로 존재하여, 그 이어붙이는 구간에 서로 동치여야 한다. 이는 심플렉틱 기하학에서 심플렉틱 퍼텐셜이 국소적으로만 존재하는 것과 마찬가지다.
접촉 구조를 갖춘 매끄러운 다양체를 접촉다양체(接觸多樣體, 영어: contact manifold)라고 한다.

## 레브 벡터장
접촉 형식 {\displaystyle \alpha }가 주어지면, 레브 벡터장(Reeb vector場, Reeb vector field)은 다음 두 조건을 만족하는 유일한 벡터장 {\displaystyle X}이다.
- {\displaystyle X\lrcorner d\alpha =0} ({\displaystyle \lrcorner }는 내부적(interior product)
- {\displaystyle X\lrcorner \alpha =1}.

이 벡터장은 접촉 형식에 의존한다. 즉, 같은 접촉 구조를 나타내는 접촉 형식도 다른 레브 벡터장을 가질 수 있다.

## 르장드르 부분다양체
심플렉틱 다양체에는 자연스럽게 라그랑주 부분 다양체를 정의할 수 있다. 마찬가지로 접촉다양체에도 자연스러운 부분 다양체의 개념이 존재하는데, 이를 르장드르 부분 다양체(Legendrian submanifold)라고 한다. {\displaystyle M}이 접촉다양체이고, {\displaystyle \alpha }가 그 (국소적) 접촉 형식이라면, 다음을 만족하는 부분다양체 {\displaystyle N\subset M}을 {\displaystyle M}의 르장드르 부분 다양체라고 한다.
- 모든 {\displaystyle x\in N}에서, {\displaystyle T_{x}N\lrcorner \alpha =0}.

이 조건은 접촉 형식의 선택에 의존하지 않는다. 즉, 서로 동치인 두 접촉 형식은 같은 르장드르 부분다양체를 정의한다.

## 접촉다양체의 심플렉틱화
{\displaystyle 2n+1}차원 접촉다양체 {\displaystyle M}이 주어지면, 다음과 같이 {\displaystyle M}을 부분 다양체로 갖는 {\displaystyle 2n+2}차원 심플렉틱 다양체 {\displaystyle ({\hat {M}},\omega )}를 다음과 같이 정의할 수 있는데, 이를 심플렉틱화(symplectic化, symplectization)라고 한다.
다양체로서, {\displaystyle {\hat {M}}=M\times (0,\infty )}이다. 여기에 다음과 같이 심플렉틱 형식 {\displaystyle \omega }를 정의할 수 있다. {\displaystyle M}의 국소좌표계 {\displaystyle x^{i}}를 잡고, {\displaystyle 0<\lambda <\infty }가 벡터 다발의 좌표라고 하자. 또한, {\displaystyle \alpha }가 {\displaystyle M}의 접촉 형식이라고 하자. 그렇다면 {\displaystyle (x^{i},\lambda )}에 다음과 같이 심플렉틱 형식을 정의할 수 있다.
{\displaystyle \omega =d(\lambda \alpha )=d\lambda \wedge \alpha +\lambda d\alpha }.

## 해밀턴 역학과의 관계
해밀토니언이 시간에 의존하지 않는 경우, 해밀턴 역학은 자연스럽게 심플렉틱 기하학으로 다루어진다. 해밀토니언이 시간에 의존하는 경우, 해밀턴 역학은 자연스럽게 접촉기하학으로 다루어진다.
일반화 위치 {\displaystyle q^{i}}와 일반화 운동량 {\displaystyle p_{i}}, 시간 {\displaystyle t}를 좌표로 하는 {\displaystyle 2n+1}차원 공간 {\displaystyle M}을 생각하자. 이를 확장 위상 공간(영어: extended phase space)이라고 한다. 해밀토니언 {\displaystyle H\colon M\to \mathbb {R} }는 확장 위상 공간 위에 정의된 함수다. 그렇다면 여기에 다음과 같은 접촉 형식 {\displaystyle \alpha }를 정의할 수 있다.
{\displaystyle \alpha =\sum _{i}p_{i}dq^{i}-H(q,p,t)dt}.
이로써 확장 위상 공간은 접촉다양체의 구조를 가진다.
이 접촉 형식의 레브 벡터장은 다음과 같다.
{\displaystyle X={\frac {1}{L}}\left({\frac {\partial }{\partial t}}+\sum _{i}{\frac {\partial H}{\partial p_{i}}}{\frac {\partial }{\partial q^{i}}}-\sum _{i}{\frac {\partial H}{\partial q_{i}}}{\frac {\partial }{\partial p^{i}}}\right)}.
여기서
{\displaystyle L={\frac {\partial H}{\partial q_{i}}}p^{i}-H}
는 라그랑지언이다.
물리량 {\displaystyle F(q,p,t)}의 시간 변화는 다음과 같다.
{\displaystyle {\frac {dF}{dt}}=LX^{I}{\frac {\partial F}{\partial x^{I}}}}.
(여기서 {\displaystyle x^{I}=(q^{1},\dots ,q^{i},\dots ,q^{n},p_{1},\dots ,p_{i},\dots ,p_{n},t)}이다.) 시간 대신 작용 {\displaystyle dS=Ldt}를 변수로 하면 다음과 같다.
{\displaystyle {\frac {dF}{dS}}=X^{I}{\frac {\partial F}{\partial x^{I}}}}.

## 참고 문헌
- Etnyre, John B. (2003). 〈Introductory lectures on contact geometry〉. 《Topology and Geometry of Manifolds》 71. Proceedings of Symposia in Pure Mathematics 71. American Mathematical Society. 81–107쪽. arXiv:math/0111118. Bibcode:2001math.....11118E. doi:10.1090/pspum/071/2024631. ISBN 978-0-8218-3507-4.
- Geiges, Hansjörg (2006). 〈Contact geometry〉. 《Handbook of Differential Geometry, Vol. 2》. Amsterdam: North-Holland. 315–382쪽. arXiv:math/0307242. Bibcode:2003math......7242G. doi:10.1016/S1874-5741(06)80008-7. ISBN 978-0-444-52052-4.
- Geiges, H. An Introduction to Contact Topology, Cambridge University Press, 2008.
- Aebischer et al. Symplectic geometry, Birkhäuser (1994), ISBN 3-7643-5064-4
- V. I. Arnold, Mathematical Methods of Classical Mechanics, Springer-Verlag (1989), ISBN 0-387-96890-3
- Lutz, Robert (1988). “Quelques remarques historiques et prospectives sur la géométrie  de contact”. 《Rendiconti del Seminario della Facoltà di Scienze dell’ Università di Cagliari》 (프랑스어). 58 (supplement): 361–393. MR 1122864.
- Geiges, H. (2001). “A brief history of contact geometry and topology”. 《Expositiones Mathematicae》 (영어) 19 (1): 25–53. doi:10.1016/S0723-0869(01)80014-1.
- 기우항; 김영호 (2002). 《부분다양체론》. 대우학술총서 497. 서울: 아카넷. ISBN 978-89-89103-30-1. [깨진 링크(과거 내용 찾기)]

## 같이 보기
- 사사키 다양체
- 심플렉틱 다양체